# Dežnikovci
Dežnikovci (znanstveno ime Leucocoprinus) so rod gliv iz družine kukmark (Agaricaceae).

## Seznam dežnikovcev Slovenije[2]
- črnogrbi dežnikovec (Leucocoprinus brebissonii)
- čebulasti dežnikovec (Leucocoprinus cepistipes)
- kredasti dežnikovec (Leucocoprinus cretaceus)
- rumeni dežnikovec (Leucocoprinus flos-sulphuris)
- lilasti dežnikovec (Leucocoprinus ianthinus)
- rumenogrbi dežnikovec (Leucocoprinus magnusianus)